# Вельовесь (Сілезьке воєводство)
Вельовесь (пол. Wielowieś, нім. Langendorf) — село в Польщі, у гміні Вельовесь Гливицького повіту Сілезького воєводства.
Населення — 1846 осіб (2011).
У 1975—1998 роках село належало до Катовицького воєводства.

## Демографія
Демографічна структура станом на 31 березня 2011 року:
|          | Загалом | Допрацездатний вік | Працездатний вік | Постпрацездатний вік |
| -------- | ------- | ------------------ | ---------------- | -------------------- |
| Чоловіки | 899     | 163                | 642              | 94                   |
| Жінки    | 947     | 177                | 586              | 184                  |
| Разом    | 1846    | 340                | 1228             | 278                  |